# Prova de arrancada

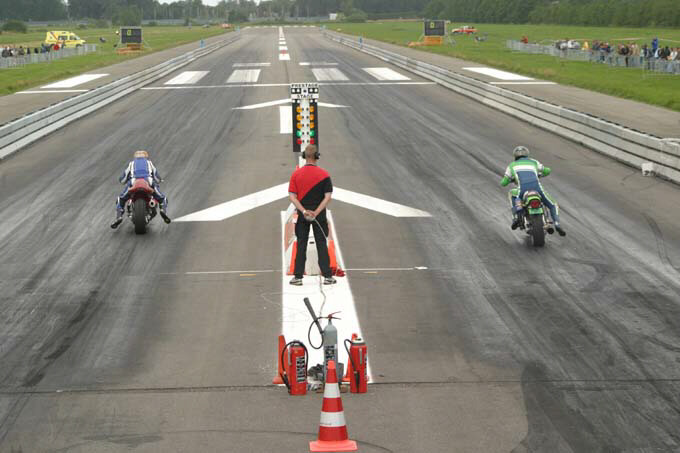
Uma prova de arranca com motos.

Prova de arrancada é um tipo de competição esportiva, uma forma de corrida praticada por veículos automotores na qual automóveis ou motocicletas, originais ou especialmente preparados completam uma trajeto reto e nivelado no menor espaço de tempo, partindo da imobilidade.
É um tipo de competição muito popular nos Estados Unidos, onde é conhecido como Drag Racing e é regulamentada por organizações como a NHRA e IHRA.
A distância a percorrer mais comum é de um quarto de milha (402,5 metros ou 1319 pés) embora possa também ser praticada no Brasil em trajetos de outras dimensões, como um oitavo 8 de milha, entre 201 e 301 metros e praticado ilegalmente em vias urbanas como um tipo de racha.
No Brasil, é muito comum o uso de veículos regulares compostos de motores aspirados ou equipados com turbocompressor, além de  veículos da década de 70 equipados com motores de grande deslocamento. Menos utilizados devido ao alto custo de preparação dragsters, funny Cars, body kit e gaiolas são apreciados devido ao grande desempenho e ao show que proporcionam ao público.
Atualmente utiliza-se um sistema informatizado para a computação dos tempos de cada categoria, sistema composto por fotocélulas e um dispositivo de alinhamento e largada chamado de "pinheirinho" ou "christmas tree" - devido a sua seqüência de lâmpadas coloridas.
Outro fator extremamente importante para o sucesso deste tipo de provas é a segurança. Arrancada, em dia de chuva, nem que seja pouca chuva, já é motivo para o cancelamento da prova, pois os carros que participam desta modalidade dependem basicamente de tração para se manterem na pista e a chuva reduz a aderência.
Ambulância e bombeiros e equipes com extintores são fatores fundamentais para a prevenção de riscos maiores, bem como uma boa área de escape para proteger tanto o piloto quanto o público que assiste as provas, afinal de contas os carros de categorias maiores estão passando no final do quarto de milha a 400 km/h na pista.
A largada numa prova de Arrancada é dividida em três partes: preparação, alinhamento e aceleração. Na etapa chamada de preparação, os pilotos dirigem-se à pista e dois em dois recebem a ordem para o alinhamento que só ocorre com a pista limpa e desobstruída. Isto quer dizer que não há carros parados na área de escape, detritos espalhados pela pista ou líquidos provenientes de quebras.
Em seguida há o alinhamento, onde o piloto já no lado da pista em que vai correr efetua o burn out (conhecido no Brasil como borrachão), aquecendo os pneus para aumentar a aderência e consequentemente aquecendo também a pista. Passada esta etapa os pilotos dirigem-se ao pinheirinho para o alinhamento entre si, com ambos os carros parados lado a lado na linha das fotocélulas de largada. Vem então a arrancada propriamente dita. No pinheirinho é iniciada uma seqüência de 4 lâmpadas coloridas que vão do amarelo ao verde, quando os carros partem o cronômetro é acionado e só vai ser parado na passagem do carro pela fotocélula ao final do percurso registrando o tempo e a velocidade final. Caso o piloto movimente seu carro antes de acender a lâmpada verde, a largada é perdida e dada como "queimada".
Numa prova deste gênero vale o conhecimento técnico do preparador, um bom ajuste do carro, a coragem do piloto e as vezes uma grande resistência física. Os campeonatos acontecem regionalmente com a supervisão das federações de cada estado e com participação em de público e pilotos. A participação nestas provas é bem abrangente e fácil acesso, já que os regulamentos dispõem de categorias que vão desde as originais até as mais avançadas para protótipos de alta performance.